# 용연초등학교 (충남)
용연초등학교는 대한민국 충청남도 당진시 용연로 19-17 (용연동)에 있었던 초등학교이다.

## 연혁
- 1975년 3월 2일 용연국민학교 개교
- 1985년 9월 2일 병설유치원(1학급) 인가
- 1996년 3월 1일 용연초등학교로 교명 변경
- 2000년 3월 1일 당진초등학교로 통폐합